# 默里迪恩 (德克薩斯州)
默里迪恩（英語：Meridian）是一個位於美國德克薩斯州博斯基縣的城市。根據2010年美國人口普查，該地共人口1493人，而該地的面積約為5.10平方千米。同時該地也是博斯基縣的縣治。

## 地理
默里迪恩的座標為31°55′29″N 97°39′24″W / 31.92472°N 97.65667°W，而該地的平均海拔高度為232米（即761英尺）。